# Heraclides de Lícia
Heraclides (llatí: Heracleides, en grec antic: Ἡρακλείδης) va ser un retòric grec nascut a Lícia que va viure al segle ii.
Va ser deixeble d'Herodes Àtic i va ensenyar retòrica a Esmirna amb gran èxit. Va escriure Ἐγκώμιον πόνου i el va mostrar al seu rival Claudi Ptolemeu que li va retornar amb una nota que deia "aquí podràs llegir els teus propis elogis". Va morir a vuitanta anys. Havia publicat una edició revisada dels discursos de Nicetes.